# Christoph Parry
John Christoph Parry (* 17. Mai 1951 in Cambridge, England) ist ein britischer Autor und Germanist und seit 1996 Professor für Deutsche Literatur an der Universität Vaasa.
Der Sohn des Rundfunkregisseurs John Gordon Parry und seiner Frau Irmgard, geborene Blasberg, absolvierte im Sommer 1969 die Schule in London und studierte dann Germanistik, Russisch und Kunstgeschichte an der Universität Edinburgh. Nachdem er das Studienjahr 1971/72 in Marburg verbracht hatte, schloss er sein Studium 1973 in Edinburgh als M.A. mit Auszeichnung ab. Danach setzte er seine Studien in Marburg fort, wobei er von 1973 bis 1975 als Gymnasiallehrer arbeitete. Während seines Promotionsstudiums 1975–1977 mit einem D.A.A.D.-Stipendium an der Universität Marburg, heiratete er im Juni 1976 Sirkka Oksanen. Seine akademischen Lehrer waren u. a. in Edinburgh Furness, Salmon und Ward und in Marburg Freudenberg, Holz, Pickerodt und Kroneberg. Mit der Arbeit „Mandelstamm der Dichter und der erdichtete Mandelstam im Werk Paul Celans“ wurde er promoviert.
1977 zog er nach Finnland, war zunächst Lektor an der Universität Turku, 1978–1994 Lektor und seit 1992 auch Dozent für deutschsprachige Literatur an der Universität Jyväskylä und 1994–1996 Vertretungsprofessur für Germanistik in Jyväskylä. Gastprofessuren hatte er 1995 an der Deutschen Sommerschule Taos, an der University of New Mexico und 1996 in Graz.